# Communauté de communes du Bocage Gâtinais
Pour les articles homonymes, voir Communauté de communes du Bocage.
La communauté de communes du Bocage Gâtinais (CCBG) est une ancienne communauté de communes française, située dans le département de Seine-et-Marne et la région Île-de-France.

## Historique
L'origine de l'intercommunalité réside en un syndicat de communes créé en 1990 par les trois communes de Dormelles, Flagy, Thoury-Férottes sous le nom de Syndicat du Bocage.
Celui-ci se transforme par un arrêté préfectoral du 17 novembre 1994 en communauté de communes, qui est alors l'établissement public de coopération intercommunale à fiscalité propre le moins peuplé d'Île-de-France,.
En 2009 est créée l’ACB, Association des Communes du Bocage rassemblant Blennes, Chevry-en-Sereine, Flagy, Montmachoux, Noisy-Rudignon, Thoury-Ferrottes et Voulx, que rejoint en juillet 2011 Diant. L'ACB est retenue en décembre 2010 pour bénéficier d'un contrat CLAIR (Contrat Local d’Aménagement Intercommunal Rural) avec le département de Seine-et-Oise. Ce contrat, signé en avril 2012 est destiné à accompagner d’un point de vue technique, humain et financier les communautés de communes souhaitant se développer. 
Le périmètre de l'intercommunalité s'étend le 1er janvier 2012 avec l'adhésion de Blennes, Chevry-en-Sereine, Diant, Noisy-Rudignon, Montmachoux et Voulx tandis que Dormelles s'en retire pour rejoindre la Communauté de communes Moret Seine et Loing. L'intercommunalité prend alors la dénomination Communauté de communes du bocage Gâtinais, adopte de nouveaux statuts et déplace son siège à Voulx.
Dans le cadre des dispositions de la loi portant nouvelle organisation territoriale de la République (Loi NOTRe) du 7 août 2015, qui prévoit que les établissements publics de coopération intercommunale (EPCI) à fiscalité propre doivent avoir un minimum de 15 000 habitants (et 5 000 habitants en zone de montagnes), le préfet de Seine-et-Marne a rendu public le 13 octobre 2015 un nouveau projet de schéma départemental de coopération intercommunale (SDCI) qui prévoit notamment la fusion de la communauté de communes des Deux Fleuves (CC2F, 14 communes) et de la communauté de communes du Bocage Gâtinais (8 communes), qui regrouperait ainsi 22 communes et 39 877 habitants,.
Le schéma départemental définitif approuvé par un arrêté préfectoral du 30 mars 2016 nuance le projet, et prévoit l'intégration à la CC2F des seules communes de Blennes, Chevry-en-Sereine, Diant, Montmachoux, Noisy-Rudignon, Thoury-Férottes et Voulx, la dernière commune du Bocage Gâtinais, Flagy, devant être rattachée à la communauté de communes Moret Seine et Loing. 
Ce schéma est mis en œuvre le 1er janvier 2017, après consultation des conseils communautaires et municipaux concernés.

## Composition
L'intercommunalité regroupait au 1er janvier 2016, 8 communes adhérentes au premier janvier 2013:
| Nom               | Code Insee | Gentilé           | Superficie (km2) | Population (dernière pop. légale) | Densité (hab./km2) |
| ----------------- | ---------- | ----------------- | ---------------- | --------------------------------- | ------------------ |
| Voulx (siège)     | 77531      | Voulxois          | 12,60            | 1 761 (2014)                      | 140                |
| Blennes           | 77035      | Blennois          | 20,29            | 563 (2014)                        | 28                 |
| Chevry-en-Sereine | 77115      | Chevriots         | 22,81            | 517 (2014)                        | 23                 |
| Diant             | 77158      | Darnios           | 10,94            | 181 (2014)                        | 17                 |
| Flagy             | 77184      | Flagiens          | 7,21             | 644 (2014)                        | 89                 |
| Montmachoux       | 77313      | Michaomontois     | 4,43             | 231 (2014)                        | 52                 |
| Noisy-Rudignon    | 77338      | Noisy-Rudignonais | 4,16             | 620 (2014)                        | 149                |
| Thoury-Férottes   | 77465      | Ferrotois         | 16,49            | 685 (2014)                        | 42                 |

## Organisation

### Siège
Le siège de l'intercommunalité est en mairie de Voulx - 77940, 7/9 rue Grande, et ses bureaux dans la même commune, 2 bis rue de la Berle.

### Élus
La communauté de communes est administrée par son conseil communautaire, composé, pour la mandature 2014-2020, de 17 conseillers municipaux représentant chacune des 8 communes membres, répartis sensiblement en fonction de leur population, soit, pour la mandature 2014-2020 :

- 3 délégués pour Voulx ;

- 2 délégués pour les 7 autres communes.

### Liste des présidents
| Période                                  | Période        | Identité         | Étiquette | Qualité |
| ---------------------------------------- | -------------- | ---------------- | --------- | --- |
| Les données manquantes sont à compléter. |                |                  |           | |
| ???                                      | 4 janvier 2012 | François Crapard |           | Chef d'entreprise Maire de Thoury-Férottes (1989 → ) |
| 4 janvier 2012,                          | 30 aout 2012   | Jacques Rousseau |           | Maire de Montmachoux (2008 → 2014) Démissionnaire |
| 30 aout 2012                             | décembre 2016  | Jacques Drouhin  |           | Ingénieur chargé du développement local Maire de Flagy (2008 → ) Administrateur de l'EPFIF (2016 → ) Président de l’association du parc naturel régional Réélu pour le mandat 2014-2020 |

### Compétences
L'intercommunalité exerce les compétences qui lui ont été transférées par les communes membres, dans les conditions fixées par le code général des collectivités territoriales. Il s'agit de :
- Aménagement de l'espace :
  - Élaborer le Schéma de Cohérence Territoriale ;
  - Gérer un service intercommunal de l’urbanisme ;
  - Gérer un service intercommunal d’assistance à la gestion de la voirie ;
- Développement économique :
  - Réaliser des études de développement économique ;
  - Promouvoir la mise en place du haut débit ;
- Action sociale :
  - Étudier et mettre en place un Relais Assistantes Maternelles ;
  - Étudier la mise en place d’un Centre Intercommunal d’Action Sociale ;
  - Gérer un service de transport à la demande ;
  - Créer et gérer un centre de loisirs ;
- Création et fonctionnement d'équipements culturels, sportifs et scolaire :
  - Gérer un service des sports ;
  - Gérer un service de la culture ;
  - Aider les associations reconnues d’intérêt communautaire ;
  - Gérer les bâtiments scolaires de l’enseignement primaire ;
  - Gérer le service aux écoles de l’enseignement primaire[13].

En matière d'environnement, elle assure notamment le service public de l'assainissement non collectif, ainsi que la collecte et le traitement des ordures ménagères.

### Régime fiscal et budget
La Communauté de communes est un établissement public de coopération intercommunale à fiscalité propre.
Afin de financer l'exercice de ses compétences, l'intercommunalité perçoit la fiscalité professionnelle unique (FPU) – qui a succédé à la taxe professionnelle unique (TPU) – et assure une péréquation de ressources entre les communes résidentielles et celles dotées de zones d'activité. 
Elle perçoit également une bonification de la dotation globale de fonctionnement (DGF) et collecte la taxe d'enlèvement des ordures ménagères (TEOM), qui finance ce service.